# Dreilinden
Dreilinden är en skog i Kleinmachnow i utkanten av västra Berlin som fram till 1945 tillhörde Wannsee. 
Dreilinden är känd för den tidigare kontrollpunkten, Checkpoint Bravo.